# 7602 Лідеам
7602 Лідеам (7602 Yidaeam) — астероїд головного поясу, відкритий 31 грудня 1994 року.
Тіссеранів параметр щодо Юпітера — 3,215.
Названо на честь південнокорейського вченого та астронома-аматора Лі Деама (кор. 이대암, 1955-).